# Eskikonacık
Eskikonacık ist ein Ortsteil (Mahalle) im Landkreis Pozantı der türkischen Provinz Adana mit 371 Einwohnern (Stand: Ende 2024). Im Jahr 2011 zählte der Ort 137 Einwohner. Der ursprüngliche Name der Ortschaft lautete Eski Anahşa oder auch Anaxşa.